# Rise Sogn (Aabenraa Kommune)
Rise Sogn (dt.: Ries) ist eine Kirchspielsgemeinde (dän.: Sogn) in Nordschleswig im südlichen Dänemark, die wenige Kilometer westlich der Hafenstadt Aabenraa (dt.: Apenrade) liegt. Bis 1970 war die Gemeinde namengebendes Zentrum der Harde Rise Herred im damaligen Aabenraa-Sønderborg Amt, danach wurde der größte Teil der Gemeinde Bestandteil der Rødekro Kommune, während die östliche Gemarkung Brunde zur Aabenraa Kommune kam. Beide Kommunen im damaligen Sønderjyllands Amt gingen im Zuge der Kommunalreform zum 1. Januar 2007 in der „neuen“  Aabenraa Kommune in der Region Syddanmark auf.

## Gemeindegebiet
Rise liegt westlich von Apenrade am Übergang vom östlichen Hügelland zur schleswigschen Geest. Die Gemeinde hatte am 1. Januar 2023 6578 Einwohner, wobei allerdings nicht mehr das alte Kirchdorf, sondern der nordwestlich davon gelegene Bahnhofsort Rødekro mit 5972 Einwohnern den dominierenden Siedlungsschwerpunkt bildet.

## Geschichte
Im Mittelalter war Rise Zentrum der Harde Rise Herred  (dt.: Ries-Harde) im Herzogtum Schleswig. Gemeinsam mit der Sønder Rangstrup Herred (dt.: Süderrangstrup-Harde) und dem Birk Varnæs (dt.: Warnitz) bildete sie ab dem 14. Jahrhundert das Åbenrå Amt. Bei den Landesteilungen von 1490, 1544 und 1581 kam Ries jeweils fast geschlossen an den Gottorfer Landesteil. Es fanden sich nur sehr wenige adelige und geistliche Streugüter in der Gemeinde.
Große Veränderungen brachten die 1860er Jahre. Durch den Bau der Eisenbahn von Flensburg nach Fredericia, die aus Kostengründen auf der flachen Geest an den Fördestädten Aabenraa  (dt.: Apenrade) und Haderslev (dt.: Hadersleben) vorbei gebaut wurde, erhielt die Gemeinde Anschluss an eine künftige Hauptbahn. Der kleine Wohnplatz Rødekro (dt.: Rothenkrug) wurde 1869 zum Bahnknotenpunkt, als dort die Stichbahn nach Aabenraa abgezweigt wurde, an der auch das Kirchdorf Rise einen Haltepunkt erhielt. Rødekro entwickelte sich fortan zu einem wichtigen Wirtschaftsstandort.
1867 fiel das Herzogtum Schleswig an Preußen. 1920 erfolgte die Eingliederung ganz Nordschleswigs nach Dänemark. Durch die neue Grenze ging das südliche Hinterland verloren. Doch die Gemeinde Rise und namentlich Rødekro profitierten vom Bahnknotenpunkt und seit den 1970er Jahren auch vom Straßenknotenpunkt mit dem für Aabenraa wichtigsten Autobahnanschluss. In der Nähe der Autobahn wurden seither zahlreiche Betriebe angesiedelt, und ein weiterer Ausbau des Industriegebiets ist in Gang. Seit der Verwaltungsreform 1970 war Rise Teil einer größeren Kommune, die nach dem inzwischen dominierenden Ort der Gegend Rødekro benannt war. 2007 ging diese wiederum in der Aabenraa Kommune auf.

## Wirtschaft und Verkehr
Trotz Stilllegung der Bahn nach Apenrade 1971 ist Rødekro ein bedeutender Bahnhof, da er der einzige für ein weites Umland ist. Im Umkreis der Autobahnanschlussstelle hat sich in den vergangenen 20 Jahren ein umfangreiches Gewerbegebiet gebildet.